# Aleksandr Kuczma
Aleksandr Kuczma (kaz. Александр Кучма, ur. 9 grudnia 1980 r. w Tarazie) – kazachski piłkarz, występujący na pozycji obrońcy. W Polsce znany z występów w Ruchu Chorzów.
W czerwcu 2011 roku zawodnik gościł w Polsce przy okazji meczu w ramach eliminacji Ligi Europejskiej pomiędzy Jagiellonią Białystok a kazachskim Jertisem Pawłodar.